# Saint-Julien-de-Chédon

Saint-Julien-de-Chédon este o comună în departamentul Loir-et-Cher, Franța. În 1 ianuarie 2022 avea o populație de 777 de locuitori.